# Pašman (sziget)
Pašman (olaszul Pasman vagy Pasmano) sziget az Adriai-tengeren, Horvátországban. 60,11 km²-es területével a Zárai-szigetvilág második legnagyobb szigete. A szárazföldtől a Pašmani-csatorna választja el. A partvonal teljes hossza 65,3 km. A sziget legmagasabb csúcsa Bokolj (272 méter).

## Geográfia
1883-ban közte és Ugljan között kiásták a 4 méter mély Zdrelac tengeri átjárót, amely fölé 1973-ban egy 210 méteres hidat emeltek. Ettől kezdve a két sziget gyakorlatilag megint eggyé vált. Azt is mondhatnánk tehát, hogy Pašman Ugljan szigetének délkeleti folytatása. A sziget nyugati oldala krétakori mészkőből épül fel, míg keleti fele dolomitból, egy kisebb területtel, amelyet habkőlerakódások borítanak. A nyugati part meredek, tagolt és nincsenek mellette települések, viszont nagyon sok öböl fekszik itt. A lankásabb és kevésbé tagolt keleti part hosszában halad el a szigetet átszelő egyetlen autóút, és itt található az összes település is.

### Növényzet
A mészkőterületeket mediterrán bozótos fedi, míg a habkő- és dolomitrészeket kertek és szőlőültetvények fedik. A pašmaniak elsősorban földműveléssel foglalkoznak, illetve állattartással és halászattal.

## Történelme
Az archeológiai leletek megerősítik, hogy a szigeten már az őskorban is laktak. Találhatók itt illír sírhelyek és sírkövek, valamint római kori emlékek. A Szent Antal-öböl (Sveti Ante) mellett, a Sit és Scitna szigetek felé néző, délnyugati oldalon található egy azonos nevű preromán, egyhajós templom. 1050-től a sziget a biogradi püspökség birtoka volt, míg 76 évvel később átkerült a zárai érsekség tulajdonába. A török betörések idején, de az után is, hogy 1125-ben a velenceiek elfoglalták Biogradot, a szigetre menekültek települtek be a szárazföldről.

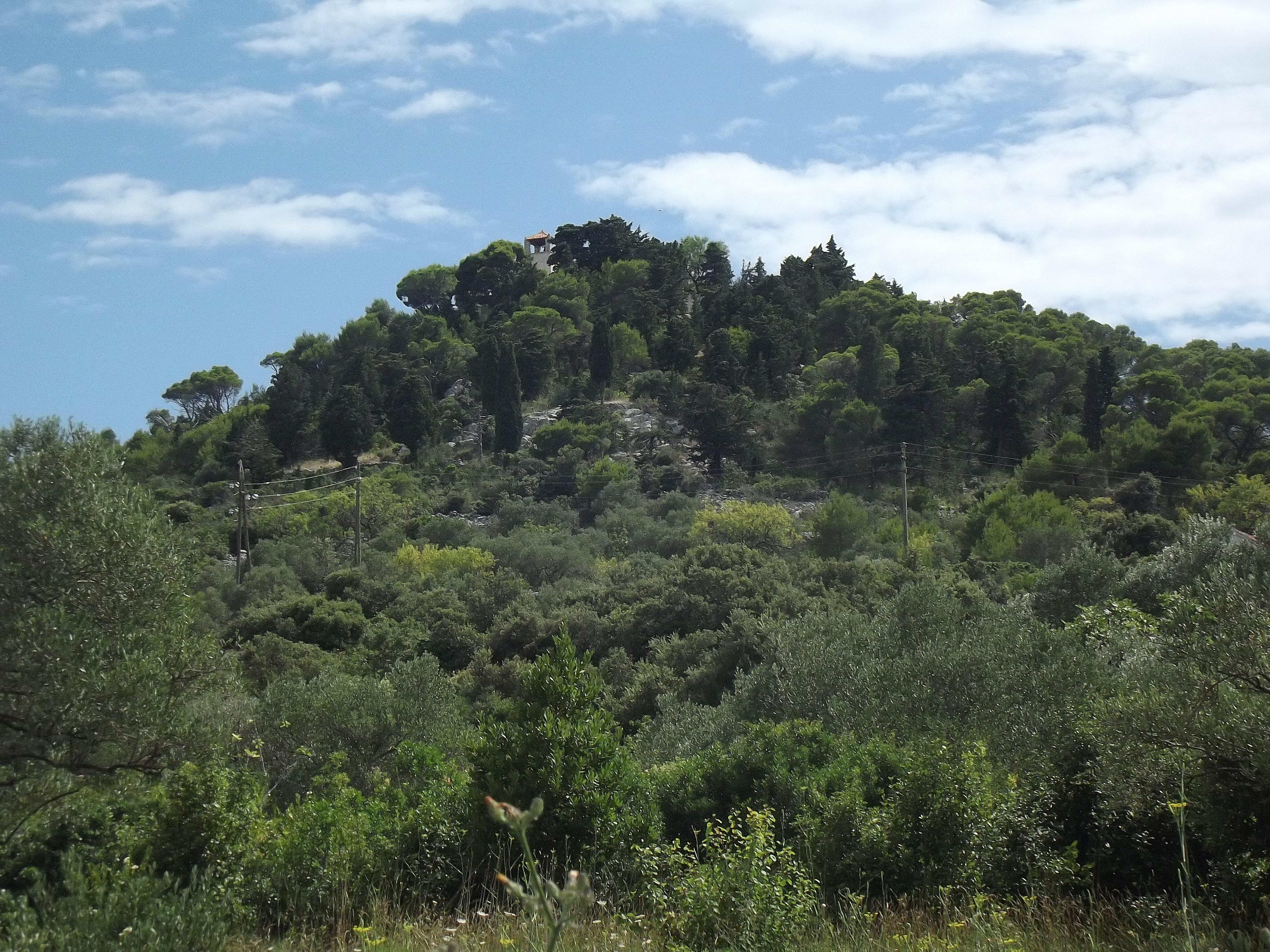
A Cokovac-hegy a sziget déli részén

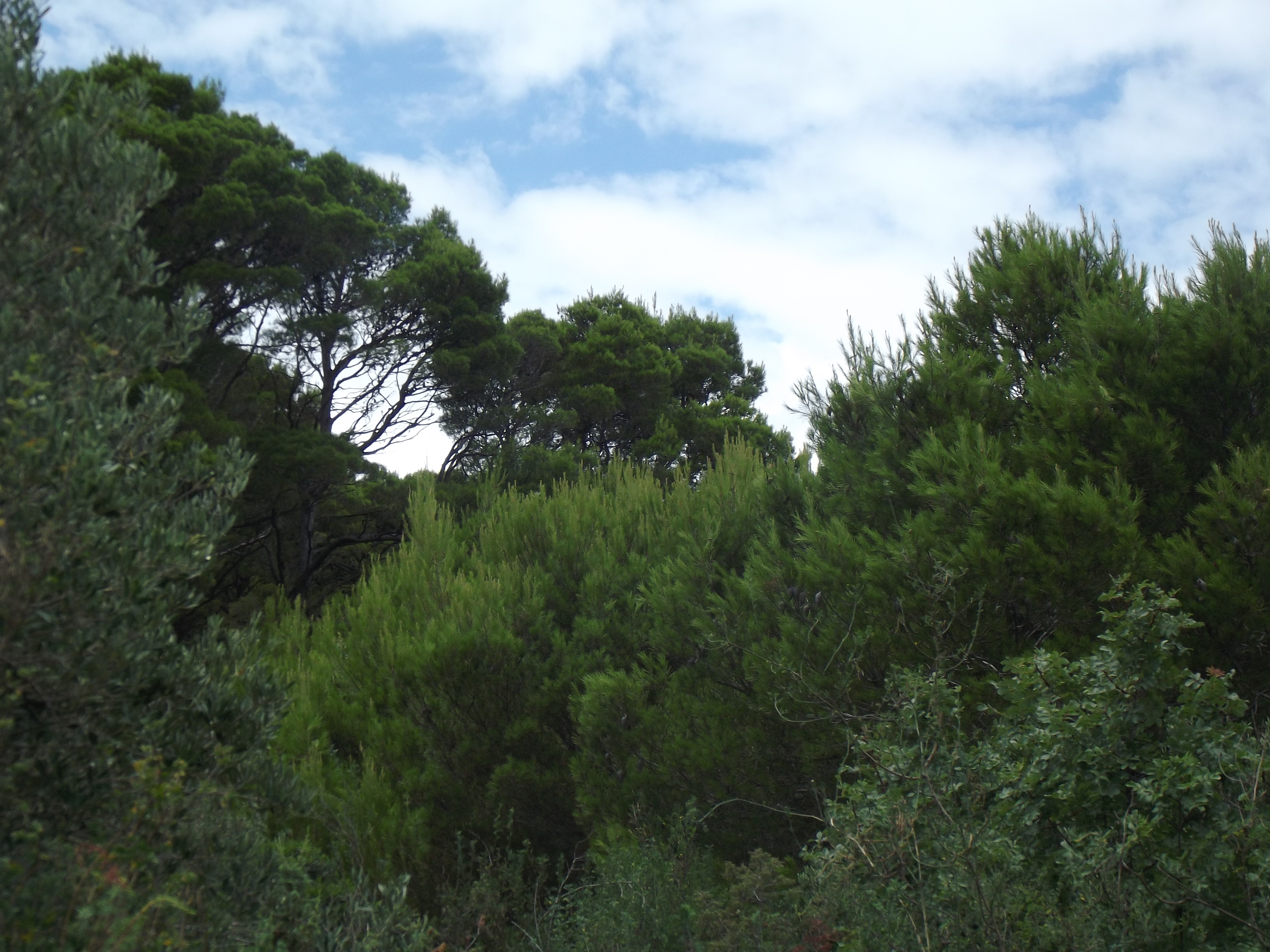
Macchia növényzet a szigeten

## Települések
A szigeten két község (járás) fekszik, Pašman és Tkon. A sziget települései a következők.
Tkon község (járás) 2 falva:
- Tkon
- Ugrinić

Pašman község (járás) 7 falva:
- Banj
- Dobropoljana
- Kraj
- falucska
- Mrljane
- Neviđane
- Pašman
- Ždrelac

Barotul és Mali Pašman házcsoportok is itt találhatók.

## Külső hivatkozások
- Térkép